# Gatúncillo-formatie
De Gatúncillo-formatie is een geologische formatie in het bekken van het Panamakanaal die afzettingen uit de overgang van het Eoceen naar het Oligoceen omvat van 33 miljoen jaar oud.
De Gatúncillo-formatie ligt aan de noordoostzijde van het Gatúnmeer, een kunstmatig meer tussen de Caribische sluizen en Chagres-rivier. Het is de vindplaats van de oudste Panamese schildpadfossielen. De schildpadden uit de Gatúncillo-formatie behoren tot de Podocnemididae.
Een iets oudere formatie elders in Panama is de Tonosí-formatie, waar fossielen van kraakbeenvissen zijn gevonden.
Culebra-kloof · Gatún-formatie · Gatúncillo-formatie · Chagres-formatie · Alajuela-formatie